# Raiwind
Raiwind (Urdu: راۓوِنڈ) is een plaats in Pakistan en ligt circa 35 km ten zuiden van de stad Lahore in de provincie Punjab. Raiwind telt 31.590 inwoners.
Tijdens de Britse overheersing viel Raiwind onder bestuur van Lahore en was de plaats met name van belang als spoorwegknooppunt. De lijn vanuit Delhi en de lijn van Multan naar Lahore kwamen hier samen. Raiwind is genoemd naar een toenmalige Hindoe grootgrondbezitter.